# خورشیدگرفتگی ۳ سپتامبر ۲۰۸۱
خورشیدگرفتگی ۳ سپتامبر ۲۰۸۱ (به انگلیسی: Solar eclipse of September 3, 2081) یک خورشیدگرفتگی از نوع خورشیدگرفتگی کامل است. این خورشیدگرفتگی در تاریخ ۳ سپتامبر ۲۰۸۱ میلادی (‎۱۳ شهریور ۱۴۶۰ خورشیدی) روی خواهد داد که زمان اوج آن، ساعت ۹:۰۷:۳۱ به‌وقت ساعت هماهنگ جهانی است. مدت زمان و طول این خورشیدگرفتگی ۵ دقیقه و ۳۳ ثانیه خواهد بود.